# Kurdisztáni hantmadár
A kurdisztáni hantmadár (Oenanthe xanthoprymna) a madarak osztályának a verébalakúak (Passeriformes) rendjéhez és a  légykapófélék (Muscicapidae) családjához tartozó faj.

## Rendszerezése
A fajt Wilhelm Hemprich és Christian Gottfried Ehrenberg német zoológusok írták le 1833-ban, a Saxicola nembe Saxicola xanthoprymna néven.

## Előfordulása
Törökországban, Iránban és Irakban fészkel, telelni az Egyesült Arab Emírségek, Egyiptom, Eritrea, Etiópia, Grúzia, Izrael, Jordánia, Kuvait, Líbia, Szaúd-Arábia, Szíria, Szomália és  Szudán területére vonul.
Természetes élőhelyei a mérsékelt övi, szubtrópusi és trópusi cserjések, szavannák és sivatagok, sziklás környezetben.

## Megjelenése
Testhossza 15 centiméter.

## Életmódja
Hangyákkal, bogarakkal, termeszekkel, hernyókkal és más rovarfajokkal táplálkozik, de esetenként kisebb gyíkokat, magvakat és gyümölcsöket is fogyaszt.

## Természetvédelmi helyzete
Az elterjedési területe nagyon nagy, egyedszáma 12000-40000 példány közötti és stabil. A Természetvédelmi Világszövetség Vörös listáján nem fenyegetett fajként szerepel.